# 梅溪街道
梅溪街道，是中华人民共和国河南省南阳市卧龙区下辖的一个乡镇级行政单位。

## 行政区划
梅溪街道下辖以下地区：
文化社区、梅溪社区、西关社区、新西社区、八一社区、幸福社区和建中社区。